# Exupério

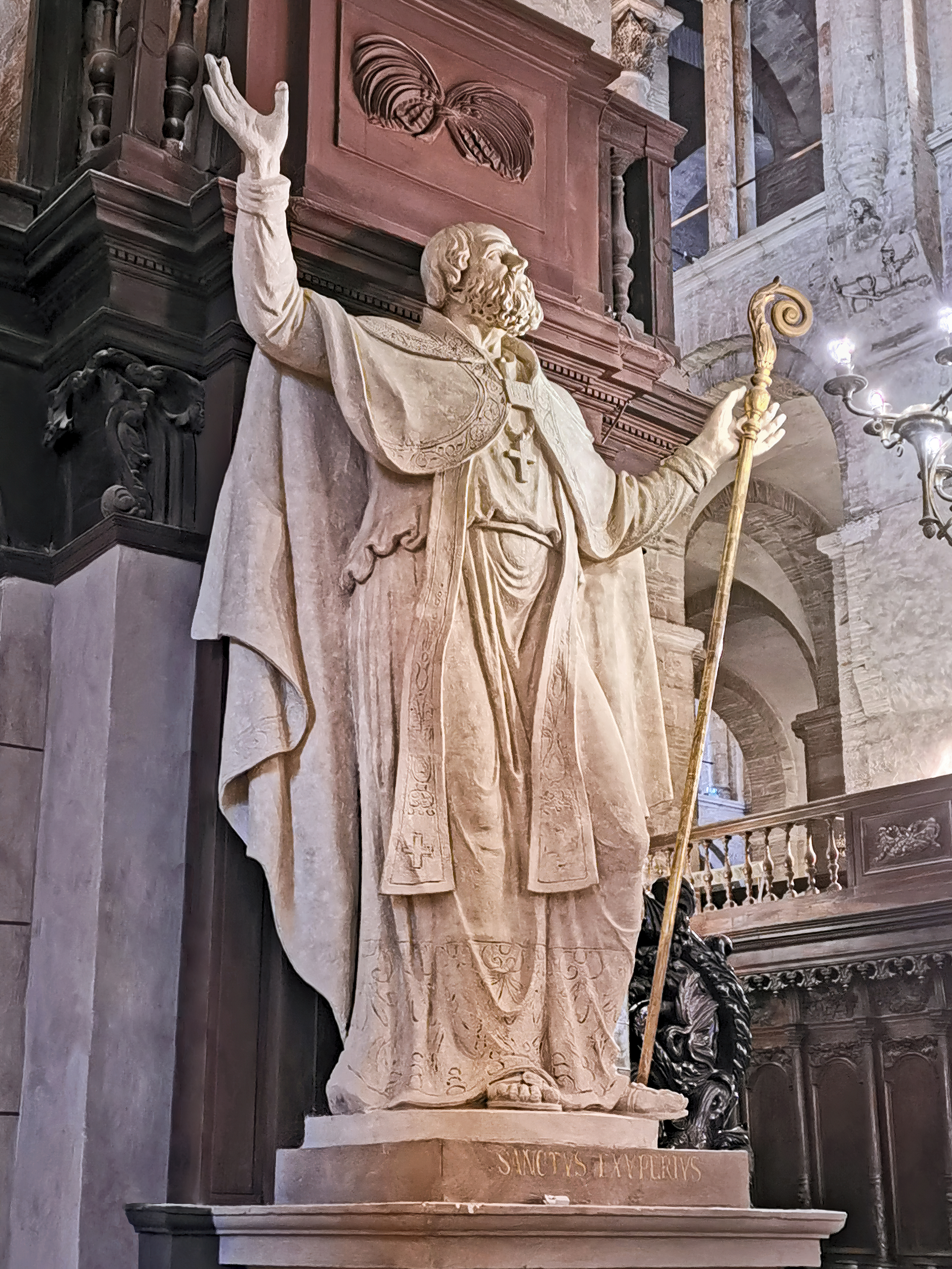
Exupério Basílica de São Sernino

Exupério (em latim: Exuperius; ? - 410) foi um bispo de Tolosa do começo do século V. Sucedendo são Sílvio como bispo, completou a Basílica de São Sernino começada por seu predecessor. Atualmente é venerado como santo e a ele foi consagrado o dia 28 de setembro. São Jerônimo faz elogios a Exupério devido a sua generosidade para com os monges da Palestina, Egito e Líbia, e por sua caridade com os habitantes de sua diocese que no presente momento sofriam com incursões de vândalos, alanos e suevos. São Jerônimo dedicou a ele seu Comentário sobre Zacarias.
Durante sua vida Exupério dedicou-se a ajudar os pobres chegando ao ponto de vender os vasos do altar; a hóstia foi distribuída em um cesta de vime e o sangue de Cristo em um caso de vidro. Exupério também teve grande interesse nos cânones das Sagradas Escrituras. Escreveu uma carta para Inocêncio I pedindo a ele instruções sobre os cânones e vários pontos de disciplina eclesiástica. Em resposta, o papa escreveu a ele a carta Consulenti tibi, datada de fevereiro de 405 na qual há uma lista das escrituras canônicas como as temos hoje.
A opinião de César Barônio de que Exupério além de bispo foi retor é, no geral, rejeitada, uma vez que o reitor de mesmo nome foi o professor de Hanibaliano e Dalmácio, sobrinhos do imperador Constantino, mais de meio século antes do período do bispo. Da carta de Jerônimo a Fúria de Roma em 394 e a epístola de São Paulino de Amando de Bordéus de 397 parece que Exupério foi um padre de Roma, e mais tarde de Bordéus, antes que ele fosse elevado ao episcopado, embora seja possível que, em ambas estas cartas seja feita referência a uma pessoa diferente.
Quando tornou-e bispo é desconhecido, porém é evidente a partir da carta de Inocêncio I de 405 que Exupério estava atuando na Sé de Tolosa. Além disso uma carta de São Jerônimo para Rústico ressalta que ele Exupério ainda estava vivo em 411. Às vezes se diz que Jerônimo reprovou ele em uma carta a Ripário, um sacerdote da Hispânia, por tolerar o herege Vigilâncio, mas como Vigilâncio não pertencia a diocese de Tolosa, Jerônimo, provavelmente, falou de outro bispo.